# 伊兰
伊兰（羅馬化：iḥrām）是穆斯林在朝觐前必須要達到的身心境界。朝觐者须在穿越戒关前完成净礼并穿规定的朝覲服，這樣才被視為達到了伊兰境界。
為了達到伊兰境界，朝觐者会先沐浴、修剪指甲和头发、小淨，并向安拉表示自己願意去朝觐。一旦朝觐者認為自己已經到了伊兰境界，他們就不能猎杀任何生物，不得进行性交，不得剪头发或指甲，也不得化妆或喷香水。 